# Kristina Andersson (alpin skidåkare)
Kristina Andersson, född 20 maj 1965 i Frösön, Sverige är en svensk tidigare alpin skidåkare. Hon tävlade internationellt från slutet av 1980-talet till mitten av 1990-talet världstoppen i slalom och storslalom. I januari 1996 tog hon sin första och enda seger i en världscupdeltävling vilket skedde vid slalomtävlingar i Maribor i Slovenien.
Vid världsmästerskapen 1993 i Morioka missade hon pallplatsen i slalom mycket knappt och slutade fyra. Några år senare avslutade hon sin karriär.

## Världscupsegrar
| Datum          | Ort     | Land      | Disciplin |
| -------------- | ------- | --------- | --------- |
| 7 januari 1996 | Maribor | Slovenien | Slalom    |

### Fotnoter
1. ↑  FIS databas, FIS-alpinskidåkar-ID: 1180, läst: 26 april 2022.[källa från Wikidata]
2. ↑  ”Sportprofilen - Kristina Andersson”. Sveriges radio. 10 augusti 2011. https://sverigesradio.se/sida/artikel.aspx?programid=3336&artikel=4564536. Läst 11 augusti 2018.